# Midnet

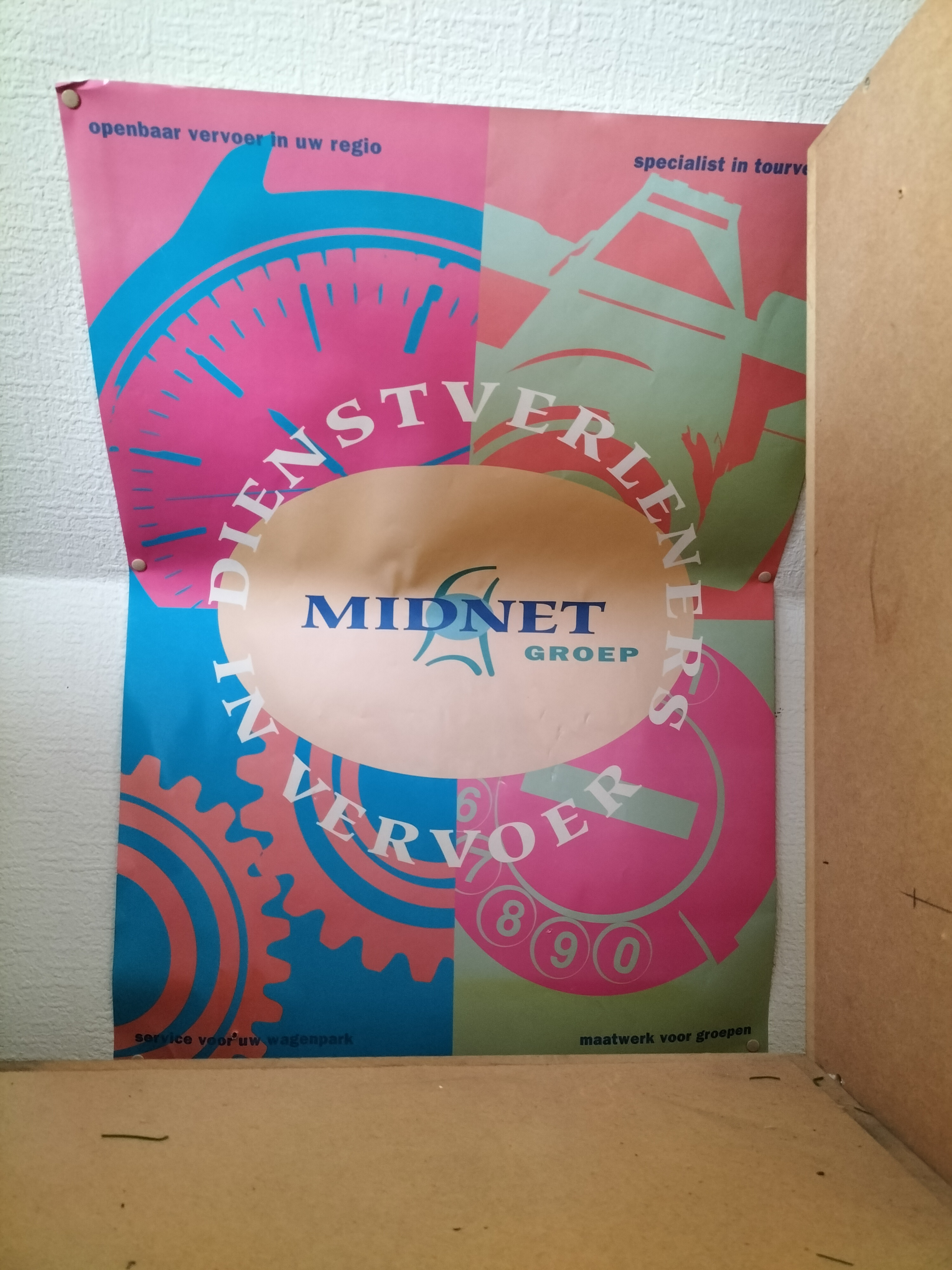
Logo van Midnet

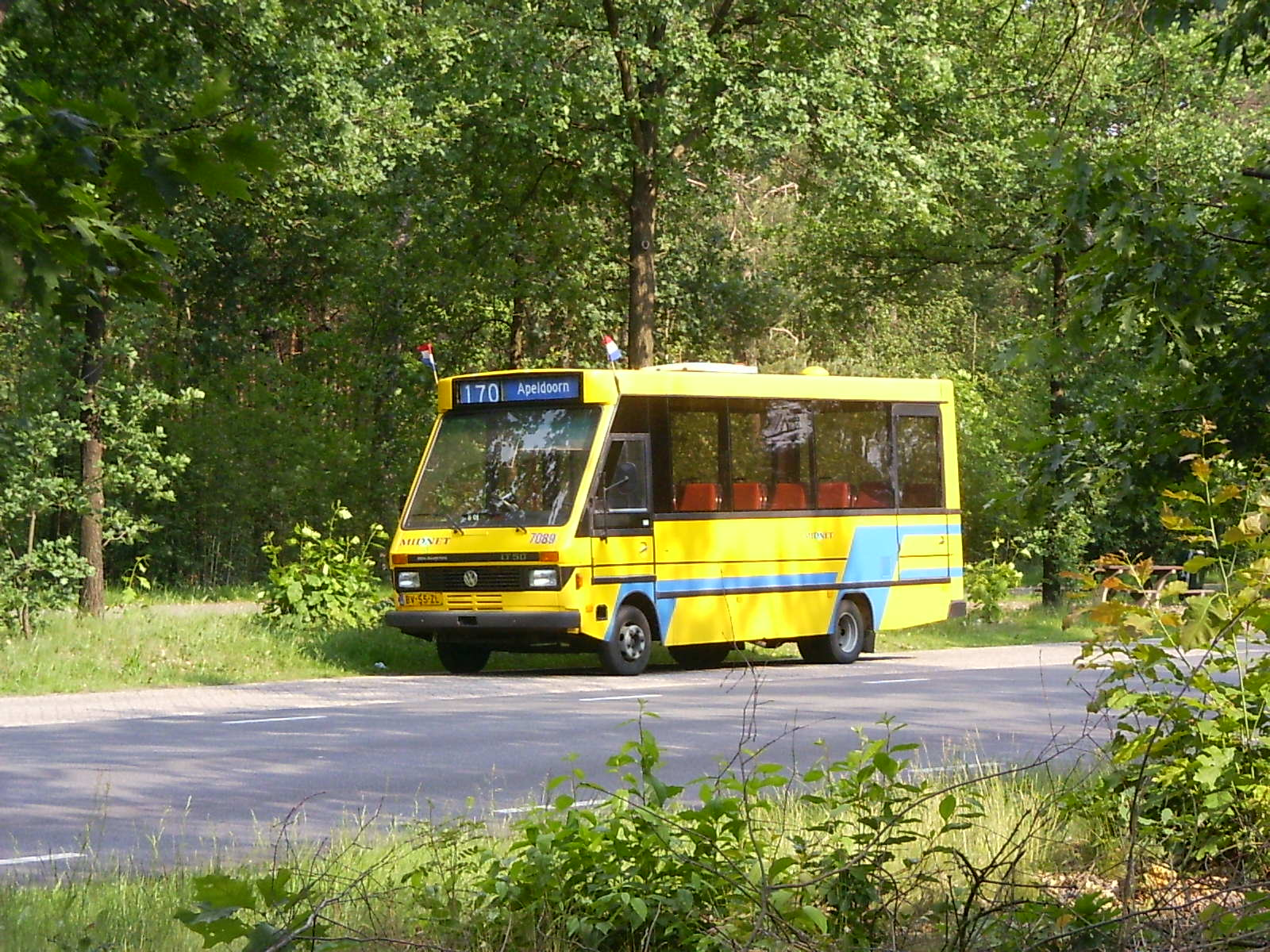
Midnet midibus 7089 gefotografeerd in 2007

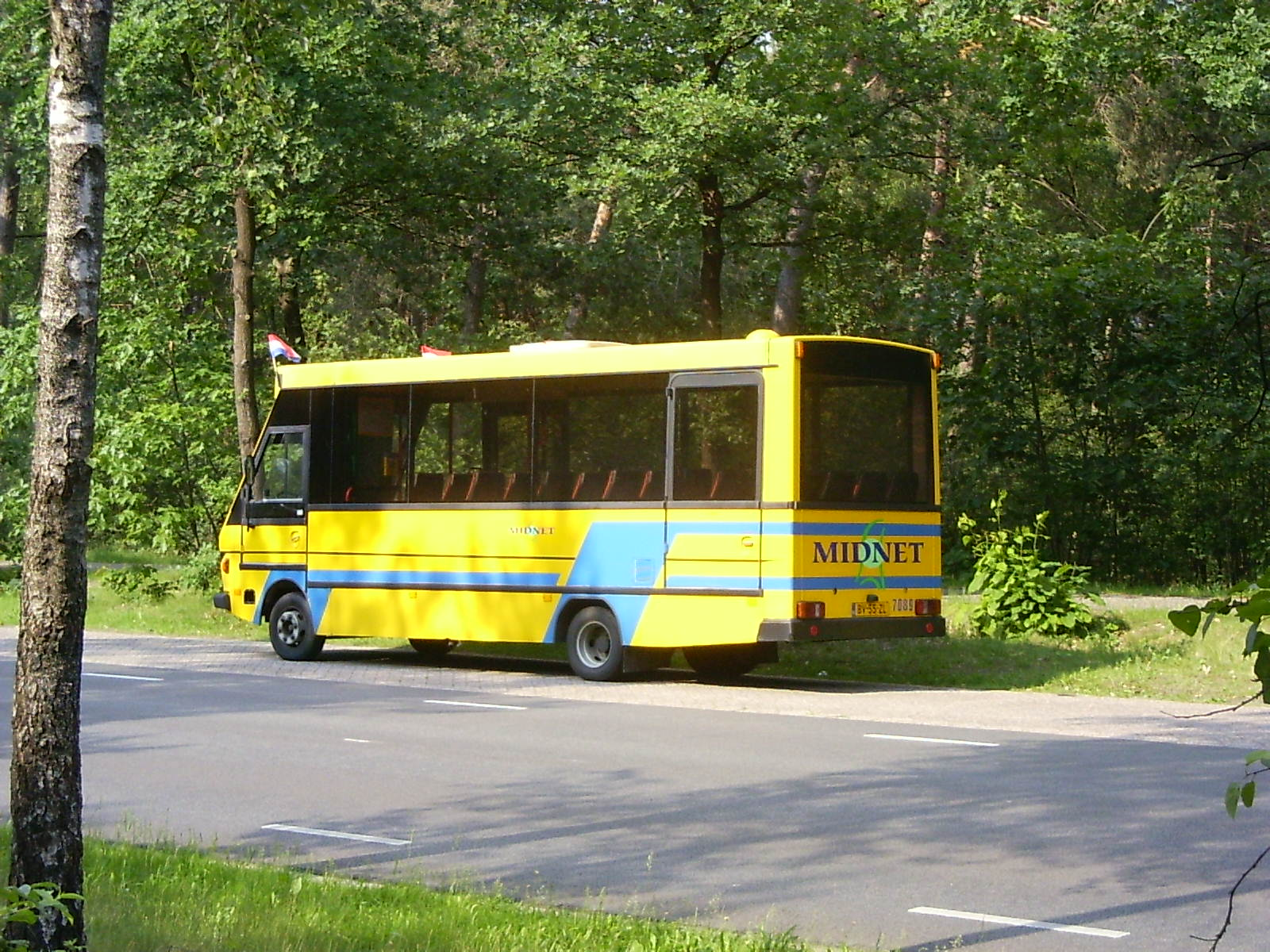
Achterzijde midibus 7089 met logo

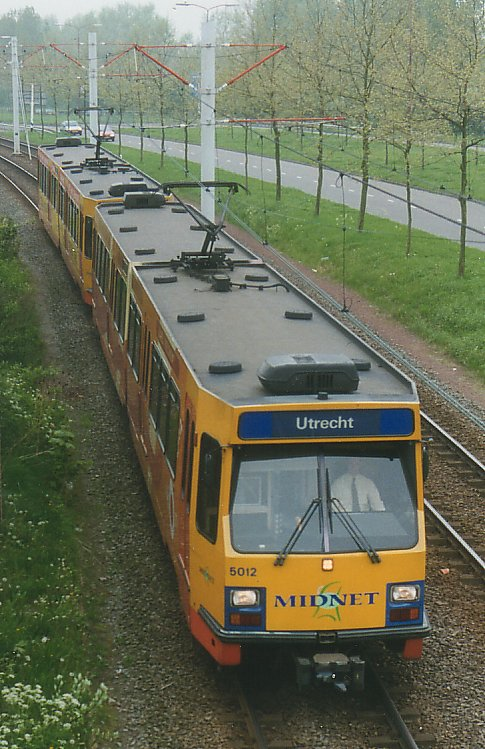
Midnet sneltram 5012+5003 te Nieuwegein

Midnet is een voormalig Nederlands openbaarvervoerbedrijf dat voornamelijk actief was als stads- en streekvervoerder. Midnet was onderdeel van de VSN-groep.

## Geschiedenis
Het bedrijf is ontstaan op 28 mei/29 mei 1994 bij een reorganisatie binnen de VSN-Groep. Busmaatschappij Verenigde Autobus Diensten VAD fuseerde met de oostelijke regio van vervoersmaatschappij Centraal Nederland. Daarbij werd ook het Nieuwegeinse gedeelte van Westnederland (inclusief de sneltram Utrecht-Nieuwegein/IJsselstein) gevoegd.
Het hoofdkantoor van Midnet werd gevestigd in Amersfoort, waardoor de hoofdkantoren van Centraal Nederland in Utrecht en van de VAD in Apeldoorn hun functie als hoofdkantoor verloren.

### Het einde van Midnet
Met de invoering van de nieuwe Wet personenvervoer 2000 werd de liberalisering en privatisering van het streekvervoer ingezet. VSN moest inkrimpen om andere vervoerders uit het buitenland de kans te geven de concurrentiestrijd aan te gaan. VSN werd in 1999 opgesplitst in twee delen, met de bedoeling dat vervoersondernemingen die in groep 1 werden geselecteerd behouden zouden blijven en de bedrijven in groep 2 verkocht zouden worden. Midnet werd samen met NZH, ZWN-Groep en Oostnet in groep 1 geplaatst. In mei 1999 fuseerden de vier VSN-1 bedrijven tot Connexxion. Midnet heeft hierdoor uiteindelijk maar 5 jaar bestaan.

## Midnet-Groep
Midnet bestond hoofdzakelijk uit het openbaar vervoer en vervoersplanning, maar werd onder andere ook ondersteund door Midnet-Tours die dagelijks in verschillende OV-rayons klaar stond om het openbaar vervoer op de weg te verzorgen. Midnet Tours reed voornamelijk veel spitslijnen en spitssneldiensten (o.a. 281 en 287). Daarnaast reed Midnet-Tours ook veel contractvervoer, groepsvervoer, evenementenvervoer en dagtochten. Een touringcar huren was ook mogelijk. Na de fusie tot Connexxion werd Midnet-Tours samen gevoegd met NZH Travel, ZWN-Tours en Morren-Reizen tot Connexxion-Tours. Anders dan bij Midnet werd de nieuwe Connexxion-Tours een zelfstandige bv binnen Connexxion Holding met een eigen hoofdkantoor en directie. Het nieuwe Connexxion Tours hield zich bezig met het besloten busvervoer gericht op de reisbranche.
Voor kleinschalig vervoer of verhuur, beschikte Midnet over kleine achtpersoonsbusjes die werden aangestuurd door Midnet Cars. Midnet Cars reed veel kleinschalig groepsvervoer en rolstoelvervoer. Ook bij de lijndiensten die met achtpersoonsbusjes werden uitgevoerd, was Midnet Cars de uitbater. Daarnaast beschikte Midnet Cars ook over taxivervoer. Ook had Midnet Cars bijzonder voertuigen in het wagenpark voor personeels- en directie vervoer, trouwerijen en partyvervoer. Na de fusie met NZH, ZWN en Oostnet werd ook het kleinschalig vervoer en taxibranche verzelfstandigd in een B.V. in de Connexxion Holding en fuseerde tot Connexxion-KSV (kleinschalig vervoer).
Voor onderhoud van het complete wagenpark binnen de Midnet Groep, beschikte Midnet over Midnet-Techniek. Naast onderhoud van het eigen wagenpark, werd ook het bedrijfswagenpark van derden onderhouden, beheerde Midnet-Techniek de wasstraten voor groot materieel en stonden wagenwassers paraat om het dagelijkse materieel te reinigen na de dienst. Midnet Techniek deed ook APK-keuringen en had een architectenbureau. Wagenparkonderhoud en werkplaatsen werden bij liberalisering in een aparte bv gestopt. Na het verdwijnen van Midnet en de totstandkoming van Connexxion, werden ook de technische onderhoudsdiensten van de vervoerders samengevoegd tot een nieuw zelfstandig bedrijf, TSN (Techno Service Nederland). Connexxion werd aandeelhouder in het nieuwe bedrijf.
Deze vier bedrijfsonderdelen vormden samen de complete Midnet Groep, die werd bestuurd vanuit het hoofdkantoor in Amersfoort.

## Vervoersgebied
Het vervoersgebied van Midnet bestond uit
- het hele netwerk van de VAD
  - op de Flevopolders inclusief de stadsdiensten Lelystad en Almere;
  - Regio Zwolle/Salland inclusief stadsdienst Zwolle;
  - de Veluwe inclusief stadsdienst Apeldoorn en Amersfoort;
  - stadslijn Harderwijk en de Boulevard Expres Harderwijk.
- Het voormalige oostelijke deel van Centraal Nederland
  - o.a: de Gelderse Vallei inclusief stadsdienst Ede;
  - Utrechtse Heuvelrug inclusief stadsdienst Veenendaal;
  - Het Gooi inclusief stadsdienst Hilversum en Soest;
- De voormalige streekdiensten van West Nederland in de Regio Utrecht, Nieuwegein, IJsselstein en Houten inclusief stadsdienst Nieuwegein.

Bij de fusie ontstond er een compleet buslijnnetwerk met soms wel drie verschillende buslijndiensten met hetzelfde lijnnummer. Midnet wilde van deze dubbele nummering af en startte met het hernummeren van het lijnennetwerk. De VAD-lijnen hadden allemaal hoge nummers met lijn 100s als laagste lijnnummer. Centraal Nederland had lage nummers van 32 tot lijnnummers boven de 100 en ook de voormalige Westnederland-lijnen kenden hoge nummers. Spitslijnen en spitssneldiensten kregen voortaan een 200-nummer, scholierenlijnen werden omgenummerd in 600-nummers, 300- en 400-nummers waren gereserveerd voor de Interliner. Vervolgens werden er op de Veluwe enkele lange doorgaande buslijnen tussen Arnhem via Apeldoorn en Vaassen naar Zwolle gesplitst. Het werkgebied voor de chauffeurs bleef hoofdzakelijk hetzelfde. Elk rayon behield zijn eigen lijnenpakket, alleen in Nieuwegein veranderde dit, door samenvoeging van het rayon en lijnenpakket Nieuwegein van Westnederland en voormalige CN-rayon Utrecht. Enkele lijnen gingen over naar ZWN.

## Wagenpark

### VAD
Het wagenpark van de VAD bij de vorming van Midnet bestond hoofdzakelijk uit
- Standaardstreekbussen (DAF MB200 en Volvo met Den Oudsten-, Hainje en Jonckheere-carrosserie; standaard en geleed
- Den Oudsten B88 (DAF MB230's en Volvo's (4100-, 4200-, 4500-, 6300-, 6500- en 4700-serie);
- Volvo-Berkhof's (4000-7700-serie); standaarduitvoering en geleed
- Volvo-Berkhof-Excellence 1000L-spitsbussen.

De bussen van de VAD waren geel of wit met (gras)groen en behielden ook in de Midnet-tijd hun kleuren. Alleen het VAD-logo werd vervangen door het Midnet-logo. De bussen bleven hoofdzakelijk in hun eigen gebied rijden, maar door de materieelverschuiving verschenen er in de laatste dagen van Midnet steeds meer VAD-bussen op de Utrechtse Heuvelrug. Een groot deel van de Excellance-1000L-bussen werden verdeeld over de rayons Nieuwegein, Zeist en Midnet Tours. Ook een enkele Grasbus-B88 (4000-serie) verscheen in rayon Zeist.

### Centraal Nederland
Het wagenpark van Centraal Nederland bestond ook uit verschillende type bussen. CN had verschillende bussen en ook een deels vrij jong wagenpark met name in de oostelijke regio (het voormalig NBM-gebied).
- Standaard streekbussen; DAF MB200-Den Oudsten/Hainje (standaard en geleed) waarvan de series 9200, 9700 en 9800 en de als laatste ingestroomde 3500 en 3700-en eind jaren 80/begin jaren 90 een complete facelift en interieurvernieuwing hebben gekregen;
- DAF MB230-Den Oudsten-bussen van de serie 4000 en 4100;
- een serie Bova-Futura-bussen uit het voormalige Shuttlebus-netwerk.
- een serie Neoplan N4009-bussen van de serie 2000;
- de vrij jonge Den Oudsten Alliances van de eerste generatie; serie 5500 en 5600 (na de fusie rolde er ook nog de 1100-serie binnen).

De westelijke regio van CN (het voormalig Maarse & Kroon-gebied) ging naar de NZH. De bussen van Centraal Nederland bleven grotendeels op eigen terrein rijden waaronder het met Westnederland gedeelde rayon Nieuwegein.

### Westnederland
Westnederland beschikte ook over diverse soorten oud en nieuw materieel.
- Standaard streekbussen; DAF MB200-Den Oudsten
- DAF SB220-Den Oudsten B88 in standaard- en gelede uitvoeringen
- Mercedes Manheimer-bussen, zowel standaard als geleed;

De Mercedesbussen gingen allemaal naar de ZWN-Groep, enkele SB220-bussen van Den Oudsten-B88 kwamen in het Midnet-wagenpark, met name de gelede bussen. Ook het sneltrammaterieel bleef in Nieuwegein. Uiteindelijk werd de stalling hoofdzakelijk het toneel van de voormalige CN-wagens. Enkele gelede B88-bussen verhuisden naar rayon Zeist.
Midnet bestelde nieuwe bussen die gelijk in de nieuwe huisstijl werd geleverd. Ook enkele voormalige Bova-Shuttlebussen kregen de nieuwe huisstijl kleur, met name de handgeschakelde bussen. De nieuwe serie Alliance-bussen van de 2200- en 2300-serie was een grote order, maar toen Midnet opging in Connexxion stroomde er nog een aantal binnen.

### Midnet-museumbussen
| Nummer | Serie | Bouwjaar | Bewaard door | Opmerking                                                                 | Afbeelding |
| ------ | ----- | -------- | ------------ | ------------------------------------------------------------------------- | ---------- |
| 7089   |       |          | ?            | Volkswagen LT50                                                           |            |
| 2153   |       |          | ?            | Den Oudsten Alliance B95 Intercity, op een later moment in Midnet-kleuren |            |